# Čiča Tomina koliba
Čiča Tomina koliba (engl. Uncle Tom's Cabin) roman je američke autorice Harriet Beecher Stowe. Roman je bio prvi bestseller SAD-a prodan u više od milijun primjeraka. Roman „Čiča Tomina koliba“ prvo je objavljivan u nastavcima u abolicionističkom časopisu National Era, a tek kasnije, 1852., izdan je u Bostonu kao knjiga. Harriet Beecher Stowe svojim je romanom polarizirala abolicionističku i anti-abolicionističku debatu te potaknula sunarodnjake na razmišljanje o crnačkom ropstvu.
 
Likovi romana temeljeni su na onima iz stvarnoga života. Glavni lik romana - crnački rob, Čiča Toma nikad nije okusio slobodu, umro je kao rob na plantaži svoga vlasnika Simona Legreeja. Josiah Henson, crnački rob, zapisao je svoja sjećanja nakon što je pobjegao na slobodu, a ona su poslužila mladoj Herriet Beecher Stowe za roman "Čiča Tomina koliba."
Gospodarsku kuću, kuhinju, odnosno čiča Tominu kolibu, (imanje na kojem je robovao Josiah Henson) i kompletno zemljište otkupio je okrug Montogomery 2006. godine, i uvrštena je u javno državno dobro. 
Josiah Henson je prebjegao u Kanadu, a njegova kuća u Dresdenu, u pokrajini Ontario, sačuvana je također kao povijesni objekt.